# Robin Brooke
Robin Matthew Brooke (Warkworth, 10 de diciembre de 1966) es un empresario y exrugbista neozelandés que se desempeñaba como segunda línea. Fue internacional con los All Blacks en los años 1990.

## Biografía
Es descendiente de maoríes por la tribu Ngāpuhi y el menor de tres hermanos en una familia de agricultores. Su hermano mayor Zinzan, también es un destacado exrugbista internacional.
Tras su retiro se dedicó a la actividad empresarial y es propietario de un supermercado en Warkworth llamado «New World». Está casado con Hayley y tienen cuatro hijos, dos mujeres y dos varones.
En 2010 mientras estaba de vacaciones en Fiyi, presuntamente ebrio manoseó a una niña de 15 años y luego agarró a su amigo por el cuello. Un laudo lo obligó a pedir disculpas públicas por televisión, donar dinero a la caridad y asistir a asesorarse sobre el abuso de alcohol.

## Carrera
Robin Brooke hizo su debut en el equipo provincial de Auckland en 1987, un año después de su hermano mayor Zinzan; En 1992 hizo su debut All Blacks en un partido de prueba contra Irlanda y participó en la Copa Mundial de Rugby de 1995 en Sudáfrica, llegando a la derrota final ante los Springboks. Robin Brooke también cuenta con varias invitaciones a los bárbaros, la última de las cuales fue en 2001.
Brooke jugó rugby representativo para Auckland, e hizo su debut All Blacks en junio de 1992 contra Irlanda. Jugó 69 partidos para el equipo nacional de rugby de Nueva Zelanda, 62 de ellos pruebas, y anotó 4 tries, todos en pruebas. Brooke capitaneó a los Blues en el Super 12 de 2000 y 2001 y estuvo en los equipos NPC de Auckland en esas dos temporadas antes de retirarse al final de la temporada 2001.

### Súper Rugby
En 1995, con el advenimiento del profesionalismo, se unió a la franquicia de los Blues, con quienes ganó los dos primeros títulos de Súper Rugby, en 1996 y 1997. Hasta 2001 continuó representando tanto a los Blues como a la provincia de Auckland, de quienes se había convertido en capitán. Se retiró a finales de ese año, después de 14 temporadas.

## Selección nacional
En junio de 1992 Laurie Mains lo convocó a los All Blacks y debutó contra el Trébol.
Formó parte del equipo que logró por vez primera vencer a los Springboks en Sudáfrica y en total jugó 62 pruebas y anotó cuatro tries (20 puntos).

### Participaciones en Copas del Mundo
Mains lo llevó a Sudáfrica 1995 como titular indiscutido, formando la segunda línea junto a Ian Jones y marcando dos tries a. La poderosa selección cayó en la final, ante su clásico rival: los Springboks.
John Hart lo mantuvo como titular indiscutido en Gales 1999, alineándolo junto a Norm Maxwell. Aquí jugó su última prueba, en la semifinal perdida contra Les Bleus.
| Mundial                       | Sede      | Resultado     | PJ | Tries |
| ----------------------------- | --------- | ------------- | -- | ----- |
| Copa Mundial de Rugby de 1995 | Sudáfrica | Subcampeón    | 4  | 2     |
| Copa Mundial de Rugby de 1999 | Gales     | Cuarto puesto | 5  | 0     |

## Palmarés
- Campeón de The Rugby Championship de 1996, 1997 y 1999.
- Campeón del Súper Rugby de 1996 y 1997.
- Campeón del South Pacific Championship de 1987, 1988, 1989 y 1990.
- Campeón del National Provincial Championship de 1987, 1988, 1989, 1990, 1993, 1994, 1995, 1996 y 1999.

### Estilo de juego
Aunque fue ampliamente menos llamativo que su hermano Zinzan, tenía un formidable poder en el scrum, llegaba rápido y era efectivo limpiando rucks. Además, su movilidad veloz en el campo abierto y su defensa armoniosa con la línea de los backs; lo convertían en un incondicional.